# Patrera armata
Patrera armata là một loài nhện trong họ Anyphaenidae.
Loài này thuộc chi Patrera. Patrera armata được Arthur Merton Chickering miêu tả năm 1940.